# Trois Petits Chats

Trois Petits Chats est une chanson enfantine. Elle se chante à deux, souvent en pratiquant en même temps un jeu de main. Les variations de cette chanson sont nombreuses.

## Structure
Dans ce type de chanson, chaque nouveau mot (dont la répétition forme un couplet) commence par la syllabe qui finit le précédent, et ainsi de suite. Cette figure de style s'appelle le dorica castra. La chanson permet ainsi de créer une boucle en revenant aux paroles de départ.
Les couplets s'enchaînent donc selon une logique sonore, mais pas de sens. L'absurdité du texte peut rendre la comptine amusante aux enfants, ainsi que des expressions peu usitées dans le langage enfantin comme pied-à-terre, feu follet, typhoïde ou terrassier.

## Paroles
Les paroles de Trois petits chats varient énormément car elles laissent une liberté créatrice.
Voici des versions répandues de cette chanson :

« Trois p'tits chats, trois p'tits chats, trois p'tits chats, chats, chats

Chapeau d'paille, chapeau d'paille, chapeau d'paille, paille, paille

Paillasson...

Somnambule...

Bulletin...

Tintamarre...

Marabout...

Bout de cigare...

Garde-fou...

Fou de rage...

Rage de dent...

Dentifrice...

Frisotin...

Tintifuge...

Fugitif...

Typhoïde...

Identique...

Tique nerveux...

Voeux de guerre...

Guerre de Troie...

Trois petits chats...

Chapeau d'paille...

Paillasson...

Somnambule...

Bulletin...

Tintamarre...

Marabout...

Bout de ficelle...

Selle de cheval...

Cheval de course...

Course à pied...

Pied à terre...

Terre de feu...

Feu follet...

Lait de vache...

Vache de ferme...

Ferme ta gueule...

Gueule de loup...

Loup des bois...

Boîte aux lettres...

Lettre d'amour...

Mourre à trois...

Trois p'tits chiens...

Chien de garde...

Garde à vous...

Vous là-bas...

Basse-cour...

Courtisane...

Zanzibar...

Barre à clou...

Clou de girofle...

Rofle Me le... »

L'enchaînement « Ferme ta gueule/Gueule de loup/Loup des bois » est parfois remplacé par « Ferme ta boîte », ayant moins de sens mais étant parfois jugé plus adapté pour des enfants.
Et une variante propose l'enchaînement « Boîte aux lettres/Lettre au Roi/Roi en guerre/Guerre de Troie/Trois p'tits chats » pour remplacer la Mourre que peu d'enfants connaissent.
Version québécoise :
Trois p'tits chats, trois p'tits chats, trois p'tits chats, chats, chats,

Chapeau d'paille...

Paillasson...

Somnambule...

Bulletin...

Tintamarre...

Marabout...

Bout d'cigare...

Garde-fou...

Fou de rage...

Rage de dents...

Dentifrice...

Frise à plat...

Platonique...

Nick Carter...

Terrassier...

Scier du bois...

Boisson chaude...

Chaudière...

Héritage...

Tache de suie...

Suis pas contre...

Contrebasse...

Basse-cour...

Courtisane...

Zane d'Arc...

Arc-en-ciel...

Ciel couvert...

Vermifuge...

Fugitif…

Typhoïde…

Identique…

Tic nerveux...

Veuve de guerre...

Guerre de Troie…

Trois p'tits chats...

## Musique
La mélodie est inspirée de celle de Travadja la moukère.

## Adaptations musicales
- L'humoriste québécois François Pérusse a parodié Trois p'tits chats dans son sketch Gouri Glogenflobish, en la faisant passer pour une chanson de l'Europe de l'Est intitulée Trätychä.
- Le groupe québécois Groovy Aardvark a créé une version plus sinistre de la comptine dans sa chanson Amphibiens.
- Serge Gainsbourg utilise une version de cette chanson dans sa chanson Marabout[4].
- Le duo Mathieu Hamon/Sylvain Girault reprend une partie de la chanson en l'adaptant en un rond de Saint-Vincent.
- La mélodie, inspirée de celle de Travadja la moukère, est reprise par Renan Luce pour Les Voisines.